# ベイビーエンターテイメント
ベイビーエンターテイメント(Baby Entertainment)は、日本のアダルトビデオメーカー。キャッチコピーは「あなたは女性の本物のアクメを見たことがありますか?」。

## 受賞歴
2008年、AVグランプリのマニアステージ最優秀作品賞と配信売上賞を『女体拷問研究所 11』(長澤リカ、YOKO（楓）、監督:Koolong)で受賞した。それぞれ、マニアステージ全エントリー作品(エントリー数38)の中で最も売上が多かった作品、全エントリー作品(エントリー数77)で最も配信売上が多かった作品。
2009年、AVグランプリの「凌辱作品部門」に『DEATH LOOP VOL.1 人生最悪の屈辱達磨！！ 野垂れイキ痙攣女王』(メーカー:BLACK BABY。出演:小室芹奈、平井柚葉。監督:Baba★Za★Babby)でエントリーし優秀賞を受賞した。賞金50万円

## 主なシリーズ
- RED BABE
  - 女体拷問研究所
  - 女王蹂躙屈辱地獄
  - 残虐昇天三角木馬
  - 残酷猟奇性拷問.忍
  - 哀哭の姫君拷問 ～敵に捕まったプリンセスの無惨なる運命～
- BLACK BABY
  - SUPER JUICY はまKURI栗
  - 麻薬捜査官 菊門狂乱拷問
  - 麻薬捜査官拷問
  - Breaking Acme
  - DEATH LOOP
- GOLDEN BABE
  - 小悪魔女王蹂躙地獄
  - 拷虐囮捜査官-PERSONA-
- 素人娘狂騒局
  - 緊縛メスイキ地獄
  - 男の娘アクメ学園
  - 地獄のディープ・オーガズム
  - 拷虐囮捜査官-PERSONA-